# Downeshelea stenochora
Downeshelea stenochora är en tvåvingeart som beskrevs av Wirth och Giles 1990. Downeshelea stenochora ingår i släktet Downeshelea och familjen svidknott.
Artens utbredningsområde är Fiji. Inga underarter finns listade i Catalogue of Life.